# 트뤼그베 브로달
트뤼그베 브로달(노르웨이어: Trygve Brodahl, 1905년 8월 20일 ~ 1996년 4월 11일)은 노르웨이의 크로스컨트리 스키 선수이다.
그는 1930년 세계 크로스컨트리 선수권 대회에 출전했고 17 km 경기에서 은메달을 획득했다. 1935년 세계 선수권 대회 50 km 경기에서 동메달을 획득했고 40 km 계주에서 은메달을 획득했다. 이후 1936년 하계 올림픽에서 11위를 했다. 1939년에는 홀멘콜렌 스키 축제 크로스컨트리 18 km 경기에서 우승했다.